# Bukovská dolina (Starohorskie Wierchy)

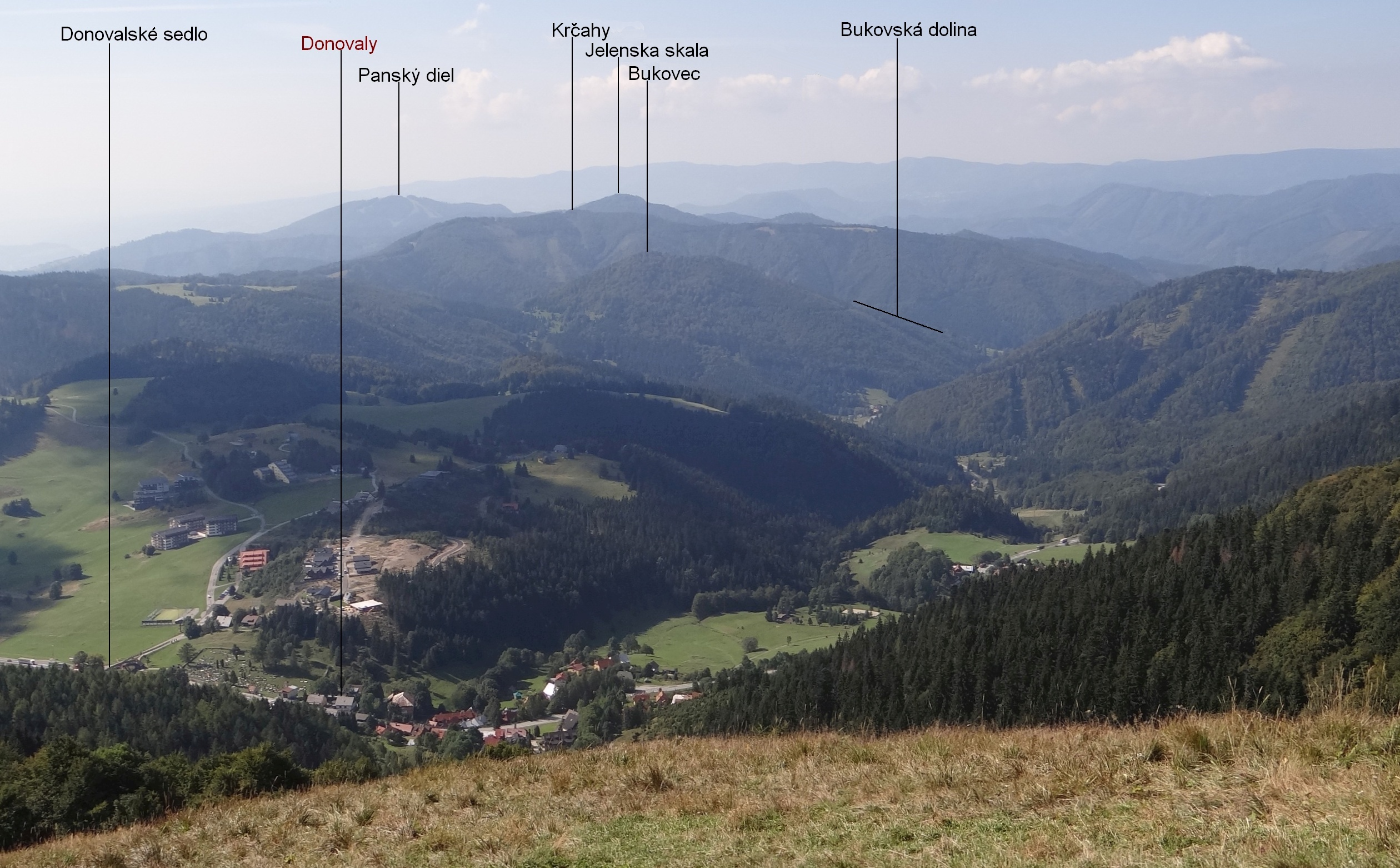
Widok z grzbietu Zwolenia

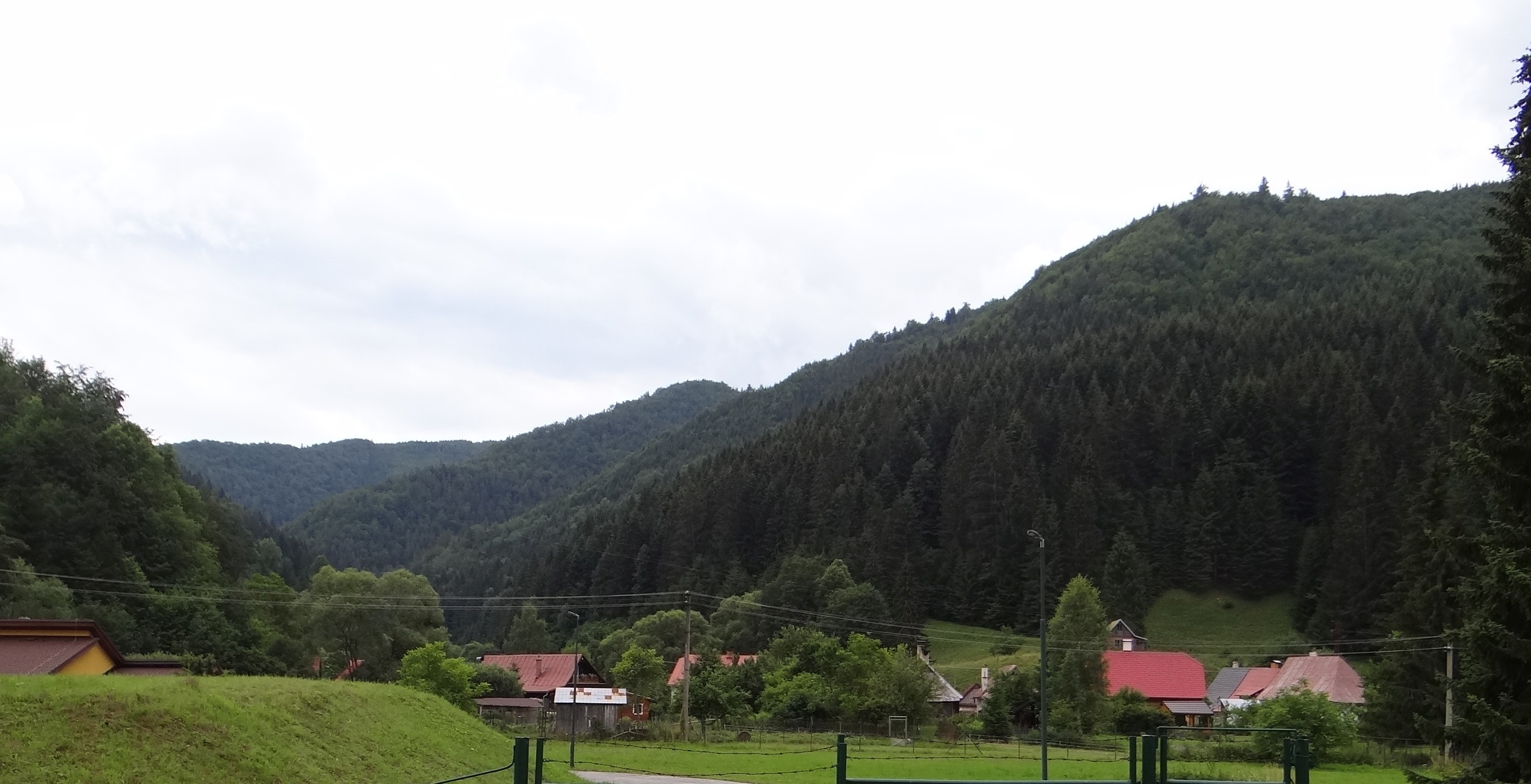
Wylot doliny

Bukovská dolina – dolina w Starohorskich Wierchach na Słowacji. Jest orograficznie lewą odnogą Doliny Starohorskiej (Starohorská dolina). Wcina się między szczyt Bukovca (1061 m) i północno-zachodni grzbiet szczytu Krčahy (1129 m). Jej dnem spływa potok będący lewym dopływem Starohorskiego potoku (Starohorský potok). 
Bukovská dolina ma wylot w miejscowości Motyčky i zabudowana jest tylko w rejonie wylotu. Poza tym jest całkowicie porośnięta lasem. Prowadzi nią łącznikowy szlak turystyczny, na grzbiecie Krčahów łączący się z zielonym szlakiem prowadzącym grzbietami Starohorskich Wierchów.

## Szlaki turystyczne
Motyčky – Krčahy-Kovačká. Czas przejścia: 1 h,  1h